# Kanurennsport-Weltmeisterschaften 1954
Die 4. Kanurennsport-Weltmeisterschaften fanden 1954 in Mâcon (Frankreich) statt.
Es wurden Medaillen in 15 Disziplinen des Kanurennsports vergeben: vier Canadier und neun Kajak-Wettbewerbe der Männer sowie zwei Kajak-Wettbewerbe der Frauen.

## Ergebnisse

### Männer

#### Canadier
| Event        | Gold                                     | Zeit | Silber                              | Zeit | Bronze                                          | Zeit |
| ------------ | ---------------------------------------- | ---- | ----------------------------------- | ---- | ----------------------------------------------- | ---- |
| C-1 1000 m   | Ungarn János Parti                       |      | Ungarn István Hernek                |      | Tschechoslowakei Jaroslav Poupa                 |      |
| C-1 10.000 m | Tschechoslowakei Jiří Vokněr             |      | Tschechoslowakei František Čapek    |      | Ungarn István Hernek                            |      |
| C-2 1000 m   | Österreich Kurt Liebhart Engelbert Lulla |      | Ungarn István Bodor Jószef Tuza     |      | Ungarn Ferenc Csonka Mihály Sasvari             |      |
| C-2 10.000 m | Ungarn Károly Wieland Jószef Halmay      |      | Ungarn Ferenc Csonka Mihály Sasvari |      | Tschechoslowakei Jaroslav Sieger Zdeněk Ziegler |      |

#### Kajak
| Event                 | Gold                                                               | Zeit | Silber                                                                 | Zeit | Bronze                                                                      | Zeit |
| --------------------- | ------------------------------------------------------------------ | ---- | ---------------------------------------------------------------------- | ---- | --------------------------------------------------------------------------- | ---- |
| K-1 500 m             | Schweden Gert Fredriksson                                          |      | Deutschland Meinrad Miltenberger                                       |      | Rumänien Mircea Anastasescu                                                 |      |
| K-1 1000 m            | Schweden Gert Fredriksson                                          |      | Frankreich Louis Gantois                                               |      | Ungarn Ferenc Hatlaczky                                                     |      |
| K-1 10.000 m          | Ungarn Ferenc Hatlaczky                                            |      | Tschechoslowakei Miloš Pech                                            |      | Norwegen Harald Eriksen                                                     |      |
| K-1 4 × 500 m Staffel | Schweden Lars Glassér Carl-Åke Ljung Bert Nilsson Gert Fredriksson |      | Ungarn Ervin Szörenyi Andreás Sovan Ferenc Wagner Ferenc Hatlaczky     |      | Österreich Max Raub Herbert Wiedermann Alfred Schmidtberger Hermann Salzner |      |
| K-2 500 m             | BR Deutschland Ernst Steinhauer Meinrad Miltenberger               |      | Schweden Bengt Linfors Valter Wredgberg                                |      | Ungarn Ferenc Wagner Andreás Sovan                                          |      |
| K-2 1000 m            | Ungarn István Mészáros György Mészáros                             |      | BR Deutschland Michel Scheuer Gustav Schmidt                           |      | BR Deutschland Helmut Noller Günter Krammer                                 |      |
| K-2 10.000 m          | Österreich Max Raub Herbert Wiedermann                             |      | Schweden Sigvard Johansson Rolf Fjellmann                              |      | BR Deutschland Ernst Steinhauer Helmuth Stocker                             |      |
| K-4 1000 m            | Ungarn Imre Vágyóczky László Kovács László Nagy Zoltán Szigeti     |      | Schweden Einar Pihl Ebbe Frick Ragnar Heurlin Stig Andersson           |      | Frankreich Maurice Graffen Marcel Renaud Louis Gantois Robert Enteric       |      |
| K-4 10.000 m          | Schweden Einar Pihl Ebbe Frick Ragnar Heurlin Stig Andersson       |      | Schweden Hans Wetterström Carl Sundin Sigvard Johansson Rolf Fjellmann |      | Ungarn János Urányi István Mészáros György Mészáros Ferenc Varga            |      |

### Frauen

#### Kajak
| Event     | Gold                               | Zeit | Silber                                  | Zeit | Bronze                                   | Zeit |
| --------- | ---------------------------------- | ---- | --------------------------------------- | ---- | ---------------------------------------- | ---- |
| K-1 500 m | Saarland Therese Zenz              |      | Österreich Fritzi Schwingl              |      | Dänemark Tove Nielsen                    |      |
| K-2 500 m | Ungarn Hilda Pintér Klára Bánfalvi |      | Ungarn Valéria Lieszkowsky Vilma Egresi |      | BR Deutschland Lisa Schwarz Gisela Amail |      |

## Medaillenspiegel
| Rang   | Nation           | Gold | Silber | Bronze | Gesamt |
| ------ | ---------------- | ---- | ------ | ------ | ------ |
| 1      | Ungarn           | 6    | 5      | 5      | 16     |
| 2      | Schweden         | 4    | 4      | –      | 8      |
| 3      | BR Deutschland   | 1    | 2      | 3      | 6      |
| 4      | Tschechoslowakei | 1    | 2      | 2      | 5      |
| 5      | Österreich       | 2    | 1      | 1      | 4      |
| 6      | Saarland         | 1    | –      | –      | 1      |
| 7      | Frankreich       | –    | 1      | 1      | 2      |
| 8      | Dänemark         | –    | –      | 1      | 1      |
| 8      | Norwegen         | –    | –      | 1      | 1      |
| 8      | Rumänien         | –    | –      | 1      | 1      |
| Gesamt | Gesamt           | 15   | 15     | 15     | 45     |